# The Notorious IBE
The Notorious I.B.E. (International Breakdance Event) è una manifestazione internazionale di break dance a scadenza annuale che si svolge ormai dal 2001.
In questo evento vengono scelti i migliori b-boy di varie nazioni che dovranno gareggiare una contro l'altra, detta anche All vs All. È una manifestazione senza vincitori a differenza degli altri eventi.
Ci sono 4 tipi di sfide, che sono: All Battles All, Seven 2 Smoke, Footwork Battle e Powermove Battle, anche se la principale è All Battles All.

## Partecipanti
Per ogni nazione, vengono invitati i più grandi b-boy a partecipare:

### 2004
Team U.S.A. - 
Omar Jive Turkeys | Machine Rockforce | Shorty Brickheadz | Charles Vicious Germs | Adam United B-Boys | Waka Brickheadz | Evol Brickheadz | Crisis Master Of Mayhem | Chino | Naytron Head Hunters
Team France - 
Lamine Vagabond Crew | Lilou Pockemon | Rodolphe Pockemon | Junior Wanted | Yaman Wanted | Mattias Fantastik Armada | Lil Worm Fantastik Armada | Lil Kev Phase T | Nono Vagabond Crew | Flamby Legiteam Obtruction| Brahim Pockemon
Team Germany - 
Ardit TNT | Rubberlegz Battle Bunch | Lil Amok Battle Bunch | Twik Terrorrhythm | Sala-jin Terrorrhythm | Kempes Battle Bunch | Dima Terrorrhythm | Sonic Natural Effect | Raphael 5amox | Blanka Natural Effect | Abi B-Town Allstars | Big Toni Battle Bunch

### 2005
4 team con l'entrata della Corea.
Team U.S.A. - 
Lego Flipside Kings | Machine Rockforce | Shorty Brickheadz | Roxrite Renegades | Kirk Havikoro | Tecknic Skill Methodz | Kareem Rockforce | Ajax Rockforce | Alien Ness Zulu Kings | Mike Murda Knucklehead Zoo
Team Korea - 
Hong 10 Drifterz | Born Rivers | Darkness Gambler | The End Gambler | Bruce Lee Gambler | C4 Rivers | Rookie Drifterz | Tricks Drifterz | Physicx Rivers | Bang 9 Rivers
Team France - 
Lamine Vagabond Crew | Ismael Legiteam Obstruction | Pti Moh Melting Force | Arthur Ksure | Punisher Alliance | Archad Afro Jam | Soso Fighting Spirit/Melting Force | Crazy Monkey Phase T | Marcio Legiteam Obtruction
Team Germany - 
Ardit TNT | Rubberlegz Battle Bunch | Shaq Style Crax | Tazmo Terrorrhythm | Sala-jin Terrorrhythm | Sancho Fresh N Attack | Hakan Style Crax | Lil Ceng Style Crax | Raphael 5amox | KC One B-Town Allstars | Abi B-Town Allstars | Big Toni Battle Bunch

### 2008
In questa occasione invece il team francese e il team tedesco furono rimpiazzati da un solo grande «team Europe».
Team Korea/Japan - 
Kaku Mortal Kombat -  | Hong 10 Drifterz -  | The End Gambler -  | Wing Jinjo -  | Kazuhiro All Area -  | Yu All Area -  | Taisuke All Area/Mighty Zulu Kingz -  | Katsu All Area -  | Differ T.I.P. -  | Great Man T.G. Breakers -  | Born Rivers -  | Baek Extreme (Obowang) - 
Team Europe - 
Cico Spin Kings -  | Sonic Natural Effect -  | Marcio Legiteam Obstruction -  | Lil Ceng Style Crax -  | Brahim Pockemon -  | Lilou Pockemon -  | Xisco Hustle Kids -  | Menno Hustle Kids -  | Mouse Soul Maveriks -  | Gracie Fusion Rockers -   | Movie One Evolution 4 -  | Gassama Def Dogz -  | Just Do It Rugger Solution -  | Moncef Pockemon - 
Team U.S.A. - 
El Nino | Machine Rockforce | Palmer Havikoro | Elmo Street Masters | Ruen Killafornia | Luigi Skill Methodz | Thesis Knuckleheads Cali | Smurf Zulu Kings | Alien Ness Zulu Kings | Keebz Master Of Mayhem | AB-Girl Domestic Apes | Lil Bob Killafornia | Miracles Furious Styles | Free | Kuriouz Mind 180
Team Russia/Ukraine - 
Kolobok East Side Bboyz -  | Flying Buddha Top 9 -  | Robin Top 9 -  | Tony Rock Top 9 -  | Yan All The Most -  | Mark Beard All The Most -  | Resky -  | Kosto Top 9 -  | Kinder East Side Bboyz -  | Nadia Funky Style -   | Butchrock - 

### 2009
Team Japan - 
Ryoma Mortal Kombat | Taisuke All Area/Mighty Zulu Kingz | Katsu All Area | Prince Ichigeki | Toshiki All Area | Narumi Body Carnival | Shie Chan Air Real | Takashi All Area | Katsuya Galaxy/Turn Phrase | Kurashiki Ichigeki
Team Korea - 
Hong 10 Drifterz | Differ T.I.P. | Eyes T.I.P. | Vero Jinjo | Wing Jinjo | Blue Extreme (Obowang) | Pocket Morning Of Owl | Issue Morning Of Owl | Style M Last 4 One | Skim Jinjo | Ducky Drifterz
Team Europe - 
Flying Buddha Top 9  | Lil Kev Phase T -  | Lamine Vagabond -  | Lagaet Momentum -  | Just Do It Rugged Solutions -  | Pluto Ruffneck Attack -  | Tony Rock Top 9 -  | Robin Top 9 -  | A.T. Flow Mo -  | Gracie Fusion Rockers -   | Kolobok East Side Bboyz - 
Team U.S.A. - 
Kmel Boogie Brats | Kid Glyde Dynamic Rockers | Toyz Lion Of Zion | Steve Ray | Poe One Mighty Zulu Kingz | Prada G Boogie Brats | Thesis Knuckleheads Cali | Smurf Zulu Kings | Alien Ness Zulu Kings

### 2010 (10th Anniversary)
Per il decimo anniversario dell'evento si attuò un sistema diverso. Tutti i team furono rimpiazzati dai: Team IBE Legends (cioè alcuni b-boy che hanno partecipato all'evento dal 2001 al 2003), il Team Notorious (dal 2004 al 2005) e il Team Present Players (dal 2008 al 2009).
IBE Legends
Cico Spin Kingz -  | Lil Amok Battle Bunch -  | Ben Knuckleheads Zoo -  | Lilou Pokemon -  | Brahim Pokemon -  | Lamine Vagabonds -  | Nono Vagabonds -  | Ronnie Super Crew -  | RJ Rockadile Super Crew -  | Do Knock Battle Monkeys -  | Machine Rockforce - 
The Notorious
Bruce Lee Gambler -  | The End Gambler -  | Mike Murda Knuckleheads Zoo -  | Alien Ness Zulu Kingz -  | Marcio Legiteam Obstruxion -  | Roxrite Renegades -  | Lego Flipside Kingz -  | Blanka Natural Effect -  | Born Rivers -  | Soso Fighting Spirits/Melting Force - 
Present Players
Pocket Morning Of Owl -  | El Nino -  | Kolobok East Side Bboy -  | Thesis Knuckleheads Cali -  | Keebz Master Of Mayhem -  | Lil Kev Phase T -  | Taisuke All Area/Mighty Zulu Kingz -  | Luigi Skill Methodz -  | Yan All The Most -  | Kido EXG -  | Wing Jinjo - 

### 2011
Team U.S.A. - 
Gravity Dynamic Rockers | Morris Flexible Flav | Palmer Havikoro | Fanatic Knucklehead Cali | Minnesota Joe Knucklehead Cali | Full Deck Havikoro | Vicious Victor Kissimmee | Keebz Master Of Mayhem | El Nino
Team Latin America
Pelezinho Tsunami All-Stars -  | Neguin Tsunami All-Stars -  | Muxibinha DF Zulu Breakers -   | Lil G Speedy Angels Family -  | Thiago -  | Hill Unik Breakers -  | Gato Acme -  | Salo Flying Legz -  | Arex Murderouz -  | Pivete Stylo Loco - 
Team Europe - 
Sky Chief -  | Hurricane Ray Team Shmetta -  | Billy Boy Pockemon -  | Yaman Wanted -  | Lil Kev Phase T -  | Sunni Soul Maveriks -  | Lagaet Momentum -  | Alkolil Predatorz -  | Tim Vagabonds -  | Cheerito Evolvers - 